# Thal-Marmoutier
Thal-Marmoutier är en kommun i departementet Bas-Rhin i regionen Grand Est (tidigare regionen Alsace) i nordöstra Frankrike. Kommunen ligger i kantonen Marmoutier som tillhör arrondissementet Saverne. År 2022 hade Thal-Marmoutier 831 invånare.

## Befolkningsutveckling
Antalet invånare i kommunen Thal-Marmoutier
| Referens: INSEE |